# Стягування ребра

Стягування ребра між позначеними вершинами.

В теорії графів стягування ребра — це операція, яка видаляє ребро з графу, а до цього зв'язані ребром вершини зливаються в одну вершину. Стягування ребра є фундаментальною операцією в теорії про мінори графів. Ототожнення вершин — інша форма цієї операції зі слабшими обмеженнями.

## Визначення
Операція стягування ребра виконується над конкретним ребром e. Ребро e видаляється, а дві інцидентні йому вершини u і v, зливаються в нову вершину w, де ребра, інцидентні w, відповідають ребрам, інцидентним або u або v. Загальніше, операцію можна провести на множині ребер шляхом стягування ребер із множини (в будь-якому порядку).
Як визначено нижче, операція стягування ребра може дати граф із кратними ребрами навіть якщо початковий граф був простим графом. Однак деякі автори не дозволяють створення кратних ребер, так що стягування ребер на простому графі завжди дають прості графи.

### Формальне визначення
Нехай G=(V,E) — граф (чи орієнтований граф), що містить ребро e=(u,v) з u≠v. Нехай f — функція, яка відображає будь-яку вершину в V\{u,v} в себе, а в іншому випадку — у вершину w. Стягування e призводить до нового графу G'=(V',E'), де V'=(V\{u,v})∪{w}, E'=E\{e}, і для будь-якої вершини x∈V, вершина x'=f(x)∈V' інцидентна ребру e'∈E' тоді й лише тоді, коли відповідне ребро e∈E інцидентне x у G.

### Ототожнення вершин
Ототожнення вершин (іноді називається стягуванням вершин) не використовує обмеження, що стягування повинне проводитися з вершинами, інцидентними одному ребру (таким чином, стягання ребра є частковим випадком ототожнення вершин). Цю операцію можна провести з будь-якою парою (або підмножиною) вершин у графі. Ребра між двома стягуваними вершинами іноді видаляються. Якщо v і v' — вершини різних компонент графу G, то ми можемо створити новий граф G' через ототожнення v і v' в G в нову вершину v в G'.

### Розщеплення вершин
Розщеплення вершин означає заміну однієї вершини двома, і ці дві нові вершини суміжні вершинам, яким була суміжна початкова вершина. Операція є оберненою ототожненню вершин.

### Стягування шляху
Стягування шляху здійснюється з множиною ребер у шляху, які стягуються, утворюючи одне ребро між кінцевими вершинами шляху. Ребра, інцидентні вершинам уздовж шляху, або відкидаються, або випадковим чином (чи за певною системою) з'єднуються з однією з кінцевих вершин.

### Скручування
Нехай дано два графи G1 і G2, що не перетинаються, де G1 містить вершини u1 і v1, а G2 містить вершини u2 v2. Припустимо, що ми отримали граф G шляхом ототожнення вершин u1 графу G1 і u2 графу G2, отримавши вершину u в G, і ототожнення вершин v1 графу G1 і v2 графу G2, отримавши вершину v в G. В скручуванні G' графу G відносно пари вершин {u, v}, ми ототожнюємо замість зазначених вище вершини u1 з v2 і v1 з u2.

## Застосування
Як стягування ребра, так і стягування вершин мають важливе значення для доведення за математичною індукцією за кількістю вершин або ребер графу, де можна припустити, що властивість виконується для всіх менших графів і це можна використати для доведення властивостей великих графів.
Стягування ребра використовується в рекурсивній формулі числа стягувальних дерев довільного зв'язного графу і в рекурентній формулі для хроматичного полінома простого графу.
Стягування також корисне в структурах, де потрібно спростити граф шляхом ототожнення вершин, які представляють істотно еквівалентні об'єкти. Найвідомішим прикладом є зведення загального орієнтованого графу до орієнтованого ациклічного графу стягуванням усіх вершин у кожній компоненті сильної зв'язності. Якщо відношення, описуване графом є транзитивним, ніяка інформація не втрачається, якщо позначити кожну вершину множиною позначок вершин, які стягнуто в цю вершину.
Інший приклад — злиття, проведене в розфарбуванні графу при глобальному розподілі регістрів, де вершини зливаються (де можна) для виключення операцій переміщення даних між різними змінними.
Стягування ребра використовується в пакунках тривимірного моделювання (або вручну, або за допомогою моделювальних програм) для послідовного скорочення числа вершин з метою створення моделей у вигляді багатокутників з малим числом сторін.